# Shmuel Raviv
Shmuel Raviv , né le 25 octobre 1918 et mort le 1er avril 2002 était un scientifique franco-israélien, inventeur et entrepreneur dans le domaine de la physique et de l'électrochimie, qui a passé la majeure partie de sa carrière au laboratoire. Il est surtout connu pour une série d'expériences sur les énergies renouvelables contribuant à la détermination d'un procédé pour l'obtention de l'énergie de surface par dissociation thermo-électrolytique d'eau et pour la découverte technologique de traitements de surfaces des métaux. Raviv était l'auteur de plusieurs publications internationales, et brevets d'invention, membre de la Société chimique de France, l'un des fondateurs de la centrale nucléaire de Dimona, membre de la  Commission israélienne de l'énergie atomique et le créateur d'une usine, de traitement électrochimique de surfaces métalliques basé sur le procédé Raviv.

## Biographie

### Les débuts et l'Éducation
Shmuel Raviv est né sous le nom de Szmuel Reznik, le 25 octobre 1918, à Slonim (faisait partie de la Pologne, maintenant en Biélorussie) où Il a été élevé et éduqué jusqu'à son déménagement en France. Il s'est installé à Clermont-Ferrand en 1940 et est devenu citoyen français en 1948. Raviv est diplômé de licence scientifique de l'Université de Strasbourg en chimie générale, chimie physique et électrochimie et ingénieur diplômé de l'École nationale supérieure d'électrochimie et d'électrométallurgie de Grenoble. Après cinq ans dans le programme, il rejoint la Faculté des sciences de Paris, dont il a obtenu son doctorat en électrochimie. Son directeur de thèse était le professeur chimiste Paul Pascal et le jury de sa thèse était composé du professeur chimiste Pierre Jolibois et du physicien Eugène Dramois.

### Carrière scientifique

#### Activités industriel
Raviv a commencé à travailler comme chef de laboratoire de Christofle à Paris en 1945 et y a continué tout au long de ses années d'études supérieures. Il s'est concentré sur la recherche industrielle et appliquée dans le domaine des traitements de surface des métaux.
En 1949, Raviv immigre en Israël et est nommé directeur de l'usine Michsaf. Après quelques années, il rejoint Israël Mining Industries Ltd. (he) en tant que chef du département d'électrochimie où il développe un procédé électrolytique pour la production de manganèse et de brome.

#### Activités Nucléaire
En 1958, il change son nom de famille en « Raviv » et a été recruté par Ernst David Bergmann, le père du programme nucléaire israélien, dans l'équipe fondatrice du Centre de recherche nucléaire Shimon Peres. Raviv était membre de la Commission israélienne de l'énergie atomique et était responsable de la recherche et du développement dans les laboratoires de chimie du centre. Grâce à ses efforts, Raviv visait à améliorer l'efficacité, la sécurité et la durabilité des processus de production, ainsi qu'à atténuer l'impact environnemental de la contamination radioactive. L'électrochimie a joué un rôle essentiel pour relever ces défis et trouver des solutions innovantes au profit du domaine de la recherche nucléaire et au-delà. Au cours de cette période, il a publié un livre sur la corrosion interfaciale intitulé Double Couche, déposé plusieurs brevets, ainsi que plusieurs études publiées dans des revues scientifiques internationales, qui ont été commentés par la communauté scientifique et industrielle,. Un résumé concis de ses articles de recherche a été recueilli et mentionné périodiquement par les résumés de la science nucléaire (en) de l'USAEC à l'usage des gestionnaires du gouvernement américain et des chercheurs des laboratoires nationaux et des centres de technologie.

#### Activités énergie renouvelable
Il s'est ensuite consacré dans un premier temps, mais sur une période prolongée jusqu'à sa disparition, à la création d'un laboratoire privé où le troisième pôle de sa recherche est l'étude des réactions de décomposition de l'eau, d'hydrocarbures et des sels complexes. Raviv a également effectué des travaux en électrolytique-thermique, caractérisant la cinétique et la thermodynamique des réactions de décomposition. Un procédé pour l'obtention de l'énergie de surface par dissociation thermo-électrolytique d'eau de milieux aqueux ou de milieux organiques a été défini et breveté.

### Carrière d'entrepreneur
En 1971, Raviv a pris sa retraite de la centrale nucléaire et a fondé en partenariat avec le kibboutz Givat Haim Meuchad (en) la société Limat. Limat a possédé les droits de licence du procédé Raviv qui est breveté et représente une avance importante dans la technologie de traitement de surface. La mise au point par Limat a été appliquée avec succès pendant plusieurs décennies en production industrielle. L'usine fabrique des machines et fournit les compositions chimiques de la double couche électrique,. Suivant l'application du procédé le traitement peut décaper, ébarber, polir et passiver des surfaces métalliques. Les installations d'application peuvent être établies pour traiter tout objet métallique, quelle que soit sa taille ou la complexité comme : pièces automobiles, orfèvrerie, pièces de machine et applications industrielles, ustensiles de cuisine, bassines et éviers, aiguilles chirurgicales, plus encore.
Les contributions de Shmuel Raviv aux domaines de la physique et de l'électrochimie, ainsi que son travail innovant dans les inventions, ont acquis une reconnaissance mondiale. Tout au long de sa carrière, il a mené de nombreuses études pionnières qui ont conduit au développement de plus de 30 brevets pour des procédés technologiques avancés. Ces processus ont trouvé de nombreuses applications dans diverses industries, laissant un impact durable dans les domaines des énergies renouvelables et du traitement des métaux.

## Vie privée
Samuel Raviv était marié à Deborah Wilman et le couple a eu deux enfants, dont l'un est le PDG Boaz Raviv . Raviv est le neveu du professeur Moses Kunitz (en) connu pour sa contribution à la détermination que les enzymes sont des protéines.